# Johan II Sigismund Zápolya
Johan Sigismund Zápolya  of János Zsigmond Szapolyai (Boeda, 7 juli 1540 — Alba Iulia, 14 maart 1571) was vorst van Oost-Hongarije vanaf zijn geboorte tot aan zijn dood.

## Voorgeschiedenis
Na de Slag bij Mohács (1526) vulde de vojvoda van Zevenburgen, Johan Zápolya het machtsvacuüm in Hongarije in, dit tot ongenoegen van keizer Karel V. Hij plaatste zijn jongere broer Ferdinand op de troon van zijn omgekomen zwager Lodewijk II van Hongarije. Johan Zápolya vluchtte naar Polen en daarna zocht hij toenadering tot sultan Süleyman I. Wat volgde was het Beleg van Wenen (1529) en nog eens in 1532.
Ferdinand was genoodzaakt het Verdrag van Constantinopel (1533) te ondertekenen. Daarin stond vermeld dat Ferdinand een jaarlijks schatting van 30.000 gulden moest betalen. Hij kreeg een klein deel van Westelijk Hongarije en Johan Zápolya  werd vorst van Oost-Hongarije en vazal van het Ottomaanse Rijk.
Johan Zápolya was ook niet gelukkig met deze situatie en was bereid tot het ondertekenen van het Verdrag van Nagyvárad (1538). Johan Zápolya kreeg van Ferdinand de titel van "koning" op voorwaarde; als hij kinderloos (wat het geval was) zou sterven, Hongarije een deel zou worden van het Habsburgse Rijk. Vlug trouwde Johan met de dochter van Sigismund I van Polen en kreeg negen dagen voor hij stierf een zoon, Johan II Sigismund Zápolya.

## Leven
Van 1540 tot 1559 was Isabella van Polen, zijn moeder, regentes. Als heerser was hij bewust van de macht van de baronieën en godsdienstconflicten en streefde hij naar compromis (bv. Edict van Torda).
In 1564 kwam keizer Maximiliaan II aan de macht en begon het conflict met Ottomanen opnieuw. De trouwe bondgenoot van Maximiliaan, de ban van Kroatië en generaal in het Habsburgse leger, Nikola Šubić Zrinski, veroverde de strategische stad Szeged op de Ottomanen. Wat volgde was het Beleg van Szigetvár in 1566. Nikola Šubić Zrinski sneuvelde en Süleyman I stierf aan een hartaanval.
Terug moesten de Habsburgers een verdrag tekenen. Moldavië en Walachije werden vazalstaten van het Ottomaanse Rijk. Vanaf 1569 kregen de Ottomanen een nieuwe tegenstrever, de Russen. Gesterkt door de situatie kon Maximiliaan het Verdrag van Spiers (1570) afdwingen en was Johan II Sigismund Zápolya bereid om af te treden en de Hongaarse troon aan de Habsburgers af te staan. Hij kreeg de titel "vorst van Zevenburgen, en een deel van het koninkrijk Hongarije". Een jaar later stierf hij.